# آتفورد
آتفورد (به انگلیسی: Otford) یک روستا و محله مدنی در بریتانیا است که در Sevenoaks واقع شده‌است. آتفورد ۳٬۴۶۵ نفر جمعیت دارد.